# Lyktblomflugor
Lyktblomflugor (Leucozona) är ett släkte i familjen blomflugor.

## Kännetecken
Längden är mellan 9 och 13 millimeter för de nordiska arterna. Honorna har stora vitgula fläckar på andra tergit vilket har givit upphov till det svenska namnet lyktblomflugor. Hanarna har mindre fläckar med grå pudring. Undersläktet Leucozona har mörka vingfläckar medan undersläktet Ischyrosyrphus har klara vingar.

## Levnadssätt
Larverna lever på bladlöss på olika träd, buskar och örter. Larverna i undersläktet Ischyrosyrphus lever ofta på flockblommiga växter. De fullvuxna flugorna kan ses besöka olika blommor, ofta flockblommiga men även tistlar, hagtorn etcetera. De övervintrar som larver.

## Systematik
Släktet delas in i undersläktena Leucozona och Ischyrosyrphus. Dessa har ibland betraktats som självständiga släkten.

## Utbredning
Det finns 15 kända arter varav 8 har palearktisk utbredning och 3 finns i Nordamerika och 4 i den orientaliska regionen.

### Arter i Norden
I Norden finns 4 arter, samtliga är även påträffade i Sverige.
| Svenskt namn             | Vetenskapligt namn | Undersläkte    | Utbredning i Sverige |
| ------------------------ | ------------------ | -------------- | --- |
| Svarthårig lyktblomfluga | L. inoptinata      | Leucozona      | Sällsynt i Götaland, Svealand, Danmark, södra Norge och Finland.                                                                                                |
| Ljushårig lyktblomfluga  | L. lucorum         | Leucozona      | Ganska allmän i nästan hela Norden. |
| Ljus lyktblomfluga       | L. glaucia         | Ischyrosyrphus | Vanlig i Småland, Uppland och längs Norrlandskusten. Mer sällsynt i övriga Sverige och i Danmark, södra Norge och Finland.                                      |
| Mörk lyktblomfluga       | L. laternaria      | Ischyrosyrphus | I Sverige utbredd i en stor del av landet men mindre allmän. Den finns även i Danmark där den på Jylland är ganska vanlig. Den finns också i Norge och Finland. |

## Etymologi
Det vetenskapliga namnet Leucozona betyder vitgördel på grekiska.